# Никитин, Евгений Олегович
Евге́ний Оле́гович Ники́тин (бел. Яўген Алегавіч Нікіцін; 9 апреля 1993, Речица, Беларусь) — белорусский футболист, нападающий.

## Биография
Никитин является воспитанником ДЮСШ Речица, его первым тренером был Сергей Владимирович Мариевский. С 2011 года Никитин играл в молодёжном составе «Динамо» Минск. В том же году провёл три матча за юношескую сборную с результатом в две ничьи и одно поражение.
Годом позже Никитин был переведён в первую команду и сразу же отдан в аренду клубу «Берёза-2010». Провёл за клуб 36 матчей и забил семь голов. По возвращении в «Динамо» тренер Владимир Журавель стал время от времени давать молодому футболисту игровую практику. В «Динамо» он дебютировал 15 мая, выйдя на заключительные минуты матча с БАТЭ, игра завершилась безголевой ничьей. Уже в следующем своём матче за клуб против «Слуцка» Никитин отличился голом. «Динамо» полностью контролировали игру, владело преимуществом, имело множество моментов. «Слуцк» старался действовать на контратаках. Перед выходом на замену тренер просил Никитина врываться в свободные зоны, говорил, что обязательно будет момент, и он должен забить. Никитин с передачи Умару Бангуры установил окончательный счёт матча 3:0.
В январе 2015 был снова отдан в аренду клубу «Берёза-2010». Сумел хорошо проявить себя во время предсезонной подготовки, и в марте 2015 года отправился на турецкий сбор вместе с основной командой «Динамо», однако сезон 2015 года начал в берёзовском клубе. В результате, однако, почти не играл из-за службы в армии.
В январе 2016 года Никитин прибыл на просмотр в гродненский «Неман», но вскоре покинул клуб из-за полученной травмы. В результате сезон 2016 года начал в составе минского «Торпедо». Сезон 2018, в котором «Торпедо» получило место в Высшей лиге, начинал в дубле, с июня начал играть за основную команду, однако в августе оказался на скамейке запасных. В январе 2019 года покинул «Торпедо» и вскоре стал игроком житковичского ЮАС. Однако, в марте присоединился к речицкому «Спутнику», с которым в апреле подписал контракт. Закрепился в стартовом составе команды. В январе 2020 года продлил соглашение с клубом. В сезоне 2020 помог команде одержать победу в Первой лиге, однако сам во второй половине сезона не играл из-за травмы и после покинул команду.
В начале 2023 года занял должность старшего тренера в речицком ДЮСШ-2.